# Lactuca saligna
 Lactuca saligna  L., 1753 è una specie di pianta angiosperma dicotiledone della famiglia delle Asteraceae.

## Etimologia
Il nome del genere (Lactuca) deriva dall'abbondanza di sacchi lattiginosi contenuti in queste piante (una linfa lattea nel gambo e nelle radici). L'epiteto specifico (saligna) significa "somigliante al salice".
Il nome scientifico della specie è stato definito per la prima volta dal botanico Carl Linnaeus (1707-1778) nella pubblicazione " Species Plantarum" ( Sp. Pl. 2: 796) del 1753.

## Descrizione

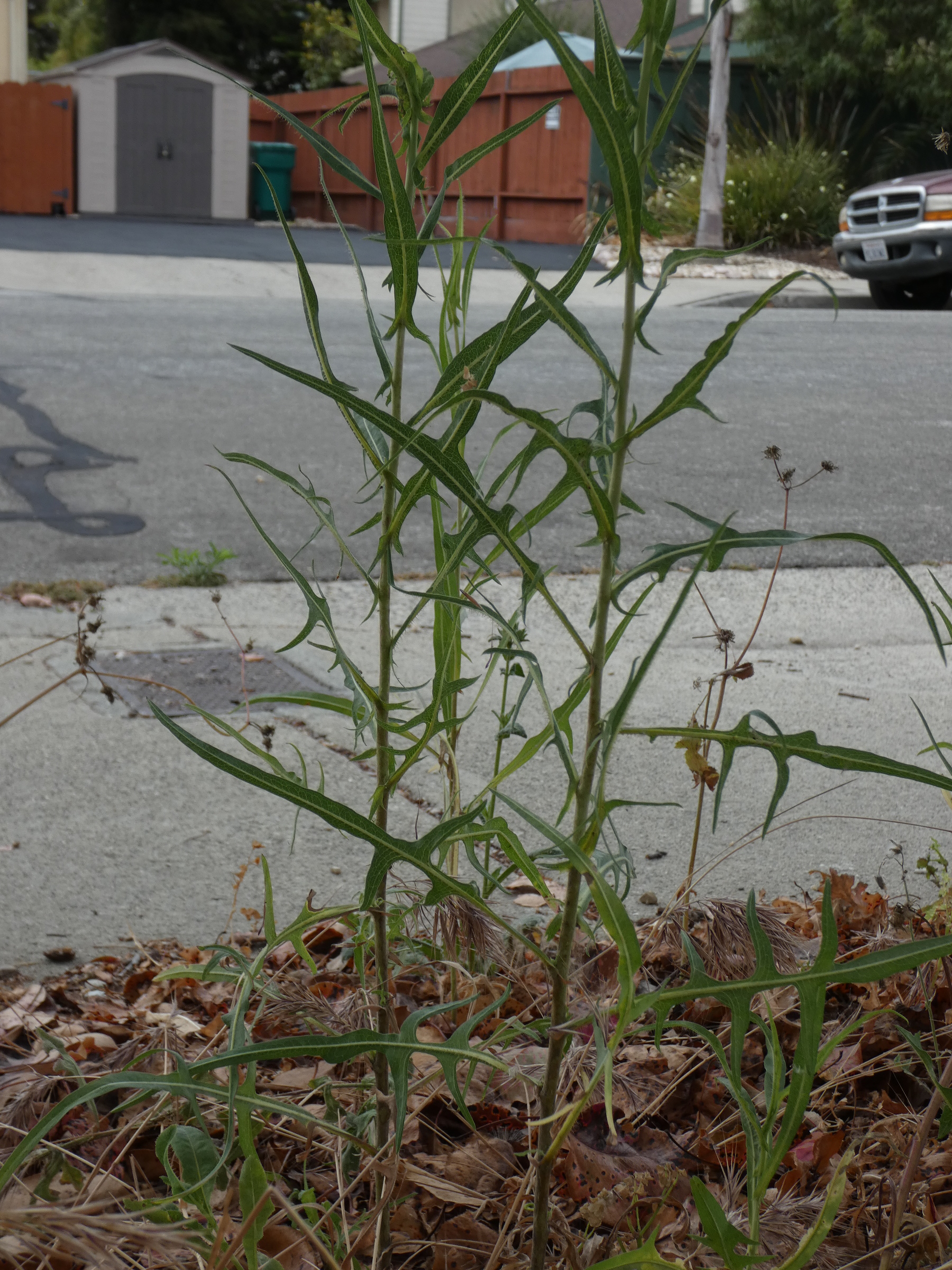
Il portamento

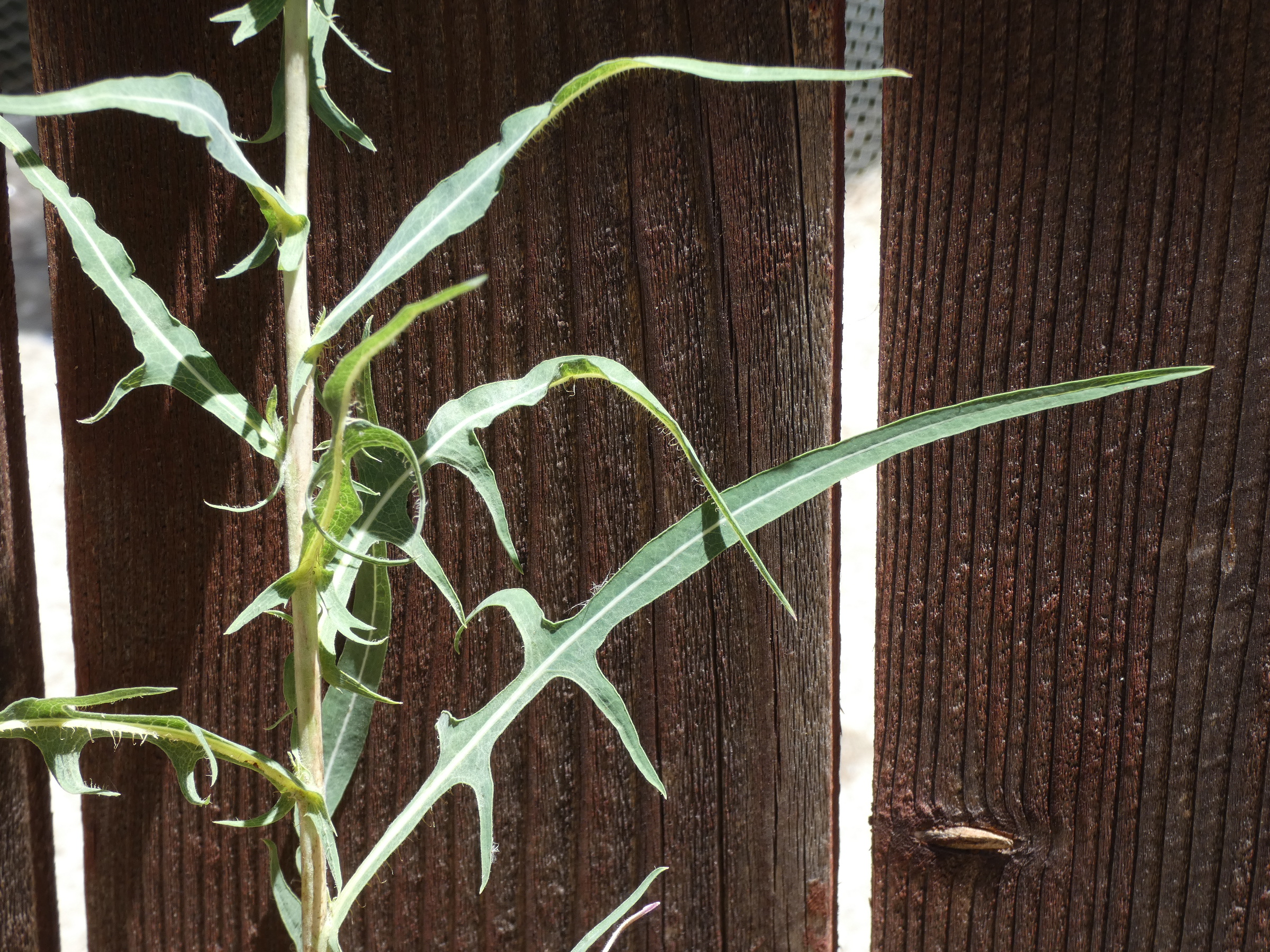
Le foglie

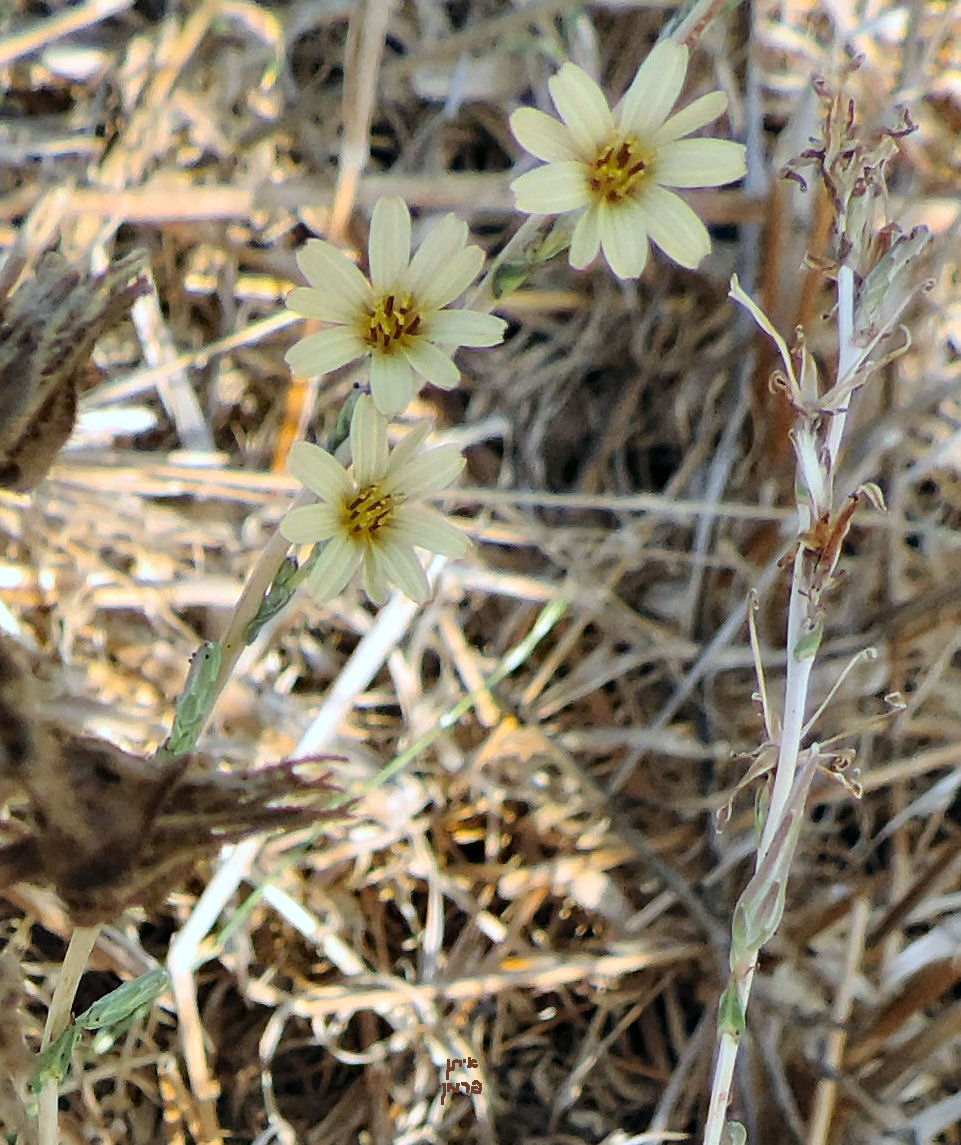
Infiorescenza

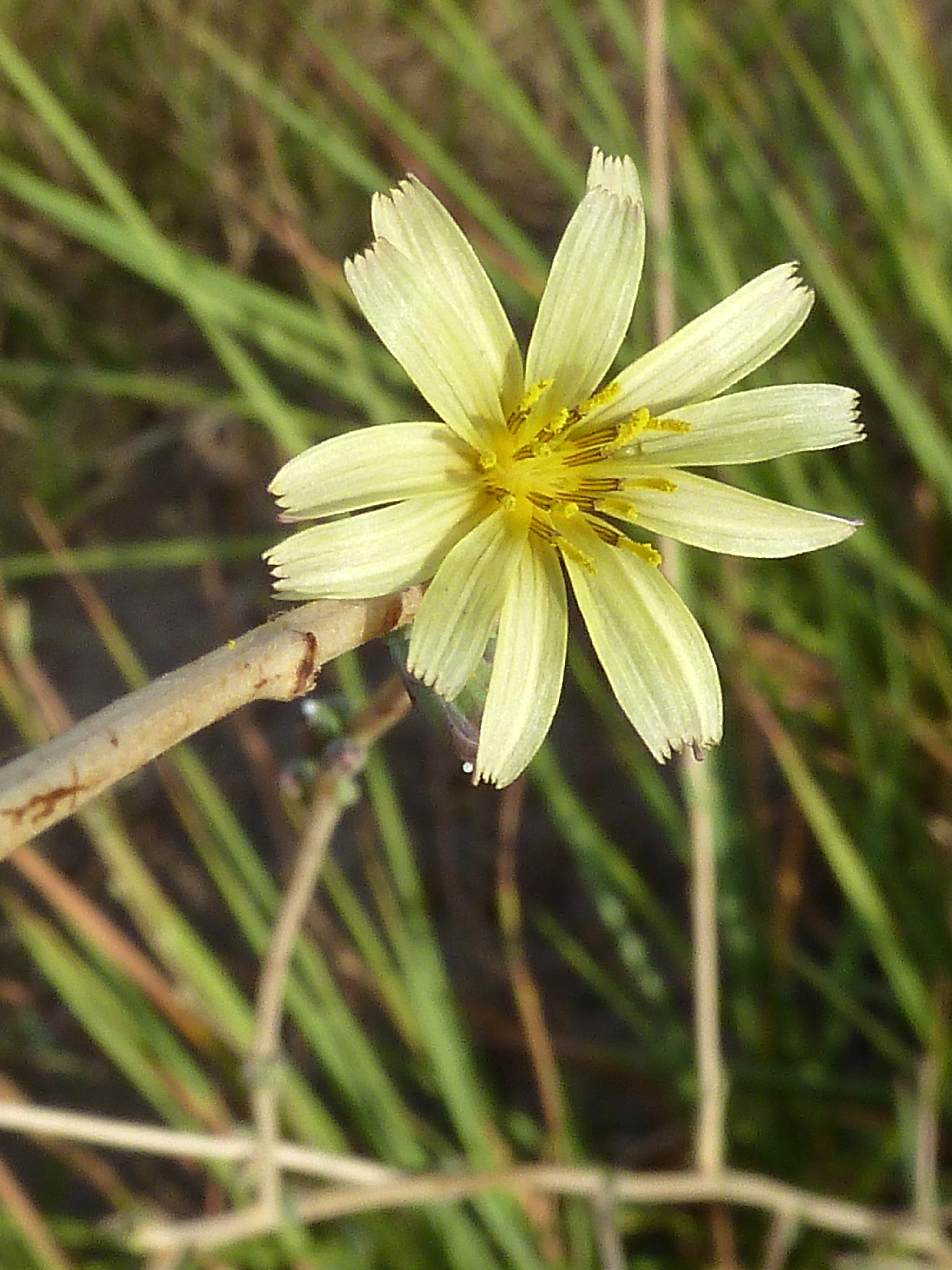
I fiori

Habitus.  La forma biologica è terofita scaposa (T scap), ossia in generale sono piante erbacee che differiscono dalle altre forme biologiche poiché, essendo annuali, superano la stagione avversa sotto forma di seme e sono munite di asse fiorale eretto e spesso privo di foglie. Questa pianta può assumere anche la forma biologica emicriptofita bienne (H bienn), ossia piante erbacee con gemme svernanti al livello del suolo e protette dalla lettiera o dalla neve e si distinguono dalle altre per il ciclo vitale biennale. Negli organi interni sono presenti dei canali laticiferi.
Fusto. La parte aerea del fusto è eretta e ramosa con colorazione biancastra. La parte basale può essere lignificata. La superficie in genere è glabra, ma anche pelosa (da ispida a setolosa), inoltre è solcata da striature longitudinali. Le radici solitamente sono dei grossi fittoni carnosi. L'altezza delle specie di questo genere può variare tra i 3 - 10 dm.
Foglie. Le foglie lungo il caule sono disposte in modo alterno. La forma della lamina, delle foglie inferiori, varia da intera a pennatosetta divisa in lacinie sottili (la lacinia apicale in genere è lunghissima). Le foglie superiori hanno una lamina a forma da obovata a oblanceolato-lineare (la base può essere sagittata). La superficie è normalmente glabra e di colore verde (possono essere presenti dei riflessi glauchi). In alcune specie alla base sono presenti due orecchiette. Le foglie sono sia picciolate che sessili (a volte sono amplessicauli). Dimensione delle foglie cauline: larghezza 0,5 - 4,5 cm; lunghezza 1 – 10 cm (massimo 20 cm).
Infiorescenza. Le infiorescenze sono composte da diversi capolini da subsessili a peduncolati disposti in spicastri allungati. I capolini sono formati da un involucro cilindrico composto da diverse brattee (o squame) disposte su più serie in modo embricato o spiralato, all'interno delle quali un ricettacolo fa da base ai fiori ligulati. Le brattee dell'involucro hanno una forma da lanceolato-lineare a ovata; i margini sono bianchi e scariosi, l'apice è acuto (o ottuso) e alla fruttificazione possono essere riflesse; la superficie può essere sia glabra che pelosa. Il ricettacolo, piatto o convesso, è nudo, ossia privo delle pagliette a protezione della base dei fiori. Dimensione dell'infiorescenza: 10 – 15 mm. Lunghezza dei peduncoli: 13 cm. Dimensione dell'involucro: 5 – 12 mm.
Fiori. I fiori, 6 - 15 per capolino,  sono tutti del tipo ligulato (il tipo tubuloso, i fiori del disco, presente nella maggioranza delle Asteraceae, qui è assente), sono tetra-ciclici (ossia sono presenti 4 verticilli: calice – corolla – androceo – gineceo) e pentameri (ogni verticillo ha 5 elementi). I fiori sono ermafroditi, fertili e zigomorfi.
- Formula fiorale:

*/x K {\displaystyle \infty }, [C (5), A (5)], G 2 (infero), achenio
- Calice: i sepali del calice sono ridotti ad una coroncina di squame.
- Corolla:  le corolle sono formate da una ligula terminante con 5 denti; la corolla è colorata di giallo pallido screziato di purpureo. Lunghezza del tubo: 4 – 5 mm; lunghezza della ligula: 6 – 7 mm; larghezza della ligula: 1 - 1,5 mm.
- Androceo: gli stami sono 5 con filamenti liberi, mentre le antere sono saldate in un manicotto (o tubo) circondante lo stilo.[15] Le antere alla base sono acute (le appendici apicali sono ottuse). Il polline è tricolporato.[16]
- Gineceo: lo stilo è filiforme con peli sul lato inferiore; gli stigmi dello stilo sono due divergenti. L'ovario è infero uniloculare formato da 2 carpelli.
- Fioritura: da maggio ad agosto.

Frutti. I frutti sono degli acheni con pappo. La forma dell'achenio varia da cilindrico-fusiforme a fortemente compressa e improvvisamente ristretta verso l'alto in un becco. I frutti sono colorati da bruno a bruno pallido, rugosi e con la superficie solcata da diverse nervature o coste e con due nervature laterali più evidenti. Il becco è filiforme, chiaro (biancastro) più lungo del corpo dell'achenio. Il pappo è formato da più serie di setole capillari bianche (o gialle) caduche, lisce o scabre tutte uguali in lunghezza. Dimensione degli acheni: 5 – 8 mm. Il becco è lungo 1,5 volte il corpo. Lunghezza del pappo: 5 mm.

## Biologia
- Impollinazione: l'impollinazione avviene tramite insetti (impollinazione entomogama tramite farfalle diurne e notturne).
- Riproduzione: la fecondazione avviene fondamentalmente tramite l'impollinazione dei fiori (vedi sopra).
- Dispersione: i semi (gli acheni) cadendo a terra sono successivamente dispersi soprattutto da insetti tipo formiche (disseminazione mirmecoria). In questo tipo di piante avviene anche un altro tipo di dispersione: zoocoria. Infatti gli uncini delle brattee dell'involucro si agganciano ai peli degli animali di passaggio disperdendo così anche su lunghe distanze i semi della pianta.

## Distribuzione e habitat

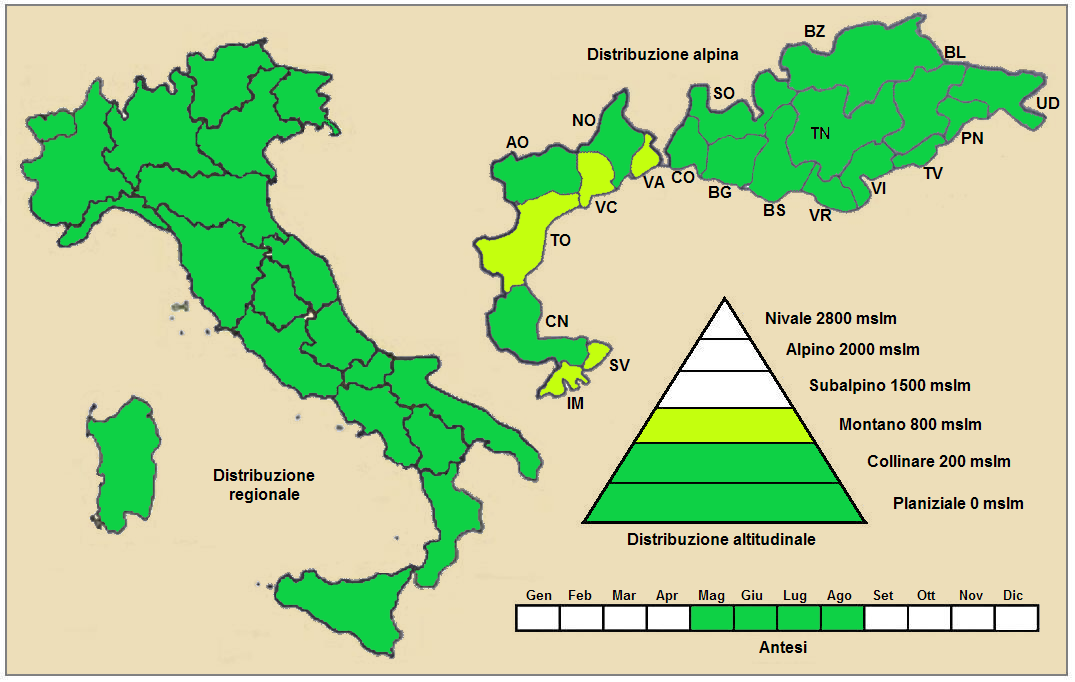
Distribuzione della pianta (Distribuzione regionale – Distribuzione alpina)

- Geoelemento: il tipo corologico (area di origine) è Euri-Mediterraneo / Turanico.
- Distribuzione: in Italia questa specie è comune si trova in tutto il territorio. Fuori dall'Italia, sempre nelle Alpi, questa specie si trova ovunque (sui versanti settentrionali delle Alpi si trova in Francia, Svizzera e Slovenia).  Sugli altri rilievi collegati alle Alpi è presente nei Pirenei, Balcani e nei Carpazi. Nel resto dell'Europa e dell'areale del Mediterraneo si trova in Europa centrale, Anatolia, Transcaucasia, Asia mediterranea e Africa settentrionale.[2]
- Habitat:  l'habitat preferito per queste piante sono gli incolti, i muri e lungo le vie. Il substrato preferito è calcareo ma anche calcareo/siliceo con pH basico, altri valori nutrizionali del terreno che deve essere arido.
- Distribuzione altitudinale: sui rilievi, in Italia, queste piante si possono trovare fino a 1.000 m s.l.m.; nelle Alpi frequentano quindi i seguenti piani vegetazionali: collinare, e in parte quello montano (oltre a quello planiziale).

## Fitosociologia
Dal punto di vista fitosociologico alpino Lactuca saligna appartiene alla seguente comunità vegetale:
Formazione: delle comunità terofiche pioniere nitrofile
Classe: Stellarietea mediae

## Tassonomia
La famiglia di appartenenza di questa voce (Asteraceae o Compositae, nomen conservandum) probabilmente originaria del Sud America, è la più numerosa del mondo vegetale, comprende oltre 23.000 specie distribuite su 1.535 generi, oppure 22.750 specie e 1.530 generi secondo altre fonti (una delle checklist più aggiornata elenca fino a 1.679 generi). La famiglia attualmente (2021) è divisa in 16 sottofamiglie.

### Filogenesi
Il genere di questa voce appartiene alla sottotribù Lactucinae della tribù Cichorieae (unica tribù della sottofamiglia Cichorioideae). In base ai dati filogenetici la sottofamiglia Cichorioideae è il terz'ultimo gruppo che si è separato dal nucleo delle Asteraceae (gli ultimi due sono Corymbioideae e Asteroideae). La sottotribù Lactucinae fa parte del "quarto" clade della tribù; in questo clade è in posizione "basale" vicina alla sottotribù Hyoseridinae.
La struttura filogenetica della sottotribù è ancora in fase di studio e completamento. Provvisoriamente è stata suddivisa in 10 lignaggi. Il genere di questa voce appartiene al "Lactuca lineage", e nell'ambito della sottotribù occupa una posizione politomica insieme ai lignaggi Melanoseris - Notoseris - Paraprenanthes (questa politomia rappresenta il "core" della sottotribù). Lactuca è uno degli ultimi gruppi che si è diversificato tra i 19 e 11 milioni di anni fa.
I caratteri distintivi per le specie di questo genere sono:
- il portamento delle specie è perenne rizomatoso;
- gli acheni hanno un visibile becco apicale (il becco è diverso per colori e superficie dal resto dell'achenio);
- gli acheni hanno 12 costole ineguali;
- gli acheni sono più o meno fortemente compressi con i margini delle costole spesso gonfiate.

La circoscrizione di questo genere è da considerarsi provvisoria e in futuro potrebbe subire delle riduzioni. Sono in corso di completamento alcuni studi morfologico-molecolari e filogenetici sulla sottotribù Lactucinae che dovrebbero chiarire sia la posizione del genere Lactuca all'interno della sottotribù che la sua struttura interna. Il "lignaggio Lactuca" è composto da nove cladi terminali ben supportati, che si raggruppano in tre cladi principali.  La specie di questa voce si trova in un clade interno caratterizzato da una distribuzione sud-est europea / mediterranea / sud-ovest asiatica e con una età di inizio radiazione di circa 6,1 milioni di anni fa.
I caratteri distintivi per la specie di questa voce sono:
- gli acheni hanno il becco;
- il colore degli acheni varia da bruno a bruno pallido;
- il colore della corolla è giallo (con striature porpora);
- il pappo è formato da due file di setole di uguale lunghezza.

Il numero cromosomico delle specie di  Lactuca saligna è 2n = 18 (diploide - autogama).

### Specie simili
Le seguenti specie dello stesso genere, con distribuzione alpina, possono essere confuse con quella di questa voce:
- Lactuca saligna L. - Lattuga salcigna: è alta al massimo 100 cm; le foglie cauline sono sempre intere; le infiorescenze sono formate da capolini sessili in spighe lineari.
- Lactuca sativa L. - Lattuga coltivata: il fusto è lignificato e bianco alto al massimo 100 cm; i capolini sono grandi fino a 20 mm; le foglie sono molli.
- Lactuca serriola L. - Lattuga selvatica: le foglie sono spinulose e l'infiorescenza è una pannocchia piramidale.
- Lactuca quercina L. - Lattuga saettona: il becco degli acheni è lungo 1/3 - 1/2 del corpo; le foglie non sono decorrenti lungo il fusto; gli acheni sono neri e i fiori sono gialli.

### Sinonimi
L'entità di questa voce ha avuto nel tempo diverse nomenclature. L'elenco seguente indica alcuni tra i sinonimi più frequenti:
- Chondrilla crepoides Lapeyr.
- Hieracium salignum  E.H.L.Krause
- Lactuca adulteriana  Gren. & Godr.
- Lactuca angustifolia  Gilib.
- Lactuca caucasica  K.Koch
- Lactuca cracoviensis  Bueck ex Nyman
- Lactuca cyanea  K.Koch
- Lactuca salicifolia  Salisb.
- Lactuca spiciformis  Dulac
- Lactuca tommasiniana  Sch.Bip.
- Lactuca vanensis  Azn.
- Lactuca wallrothii  Spreng.